# مادلن رادوکانووا
مادلن رادوکانووا (بلغاری: Мадлен Миленова Радуканова؛ زادهٔ ۱۴ مهٔ ۲۰۰۰) ژیمناست ریتمیک اهل بلغارستان است.